# Mazda RX-7
Mazda RX-7 — спортивний автомобіль, що випускався японським автовиробником Mazda з 1978 по 2002 роки. Оригінальний RX-7 оснащувався двосекційним роторно-поршневим двигуном і спортивною передньою средньомоторною, задньопривідною компоновкою. RX-7 прийшов на заміну RX-3 (обидва в Японії продавалися під маркою Savanna), і витіснили всі інші роторні автомобілі Mazda за винятком Mazda Cosmo. 
Всього виготовлено 811 634 екземплярів Mazda RX-7.

## Перше покоління
Перше покоління (SA22C) з'явилося в 1978 році. Спочатку воно оснащувалося роторним двигуном 12A потужністю 105 к.с. У 1981 році був проведений фейсліфтінг  (FB2), а потужність двигуна доведена до 115 к.с. У 1983 році з'явилася версія з турбонаддувом потужністю 165 к.с.
Всього було виготовлено 471,018 автомобілів.

### Двигуни
- 1146 см3 12A
- 1146 см3 12A turbo
- 1308 см3 13B RE-EGI

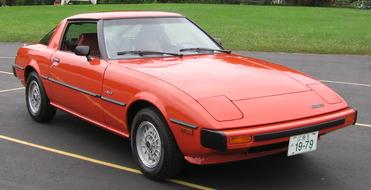
Mazda RX7 (1978-1981)
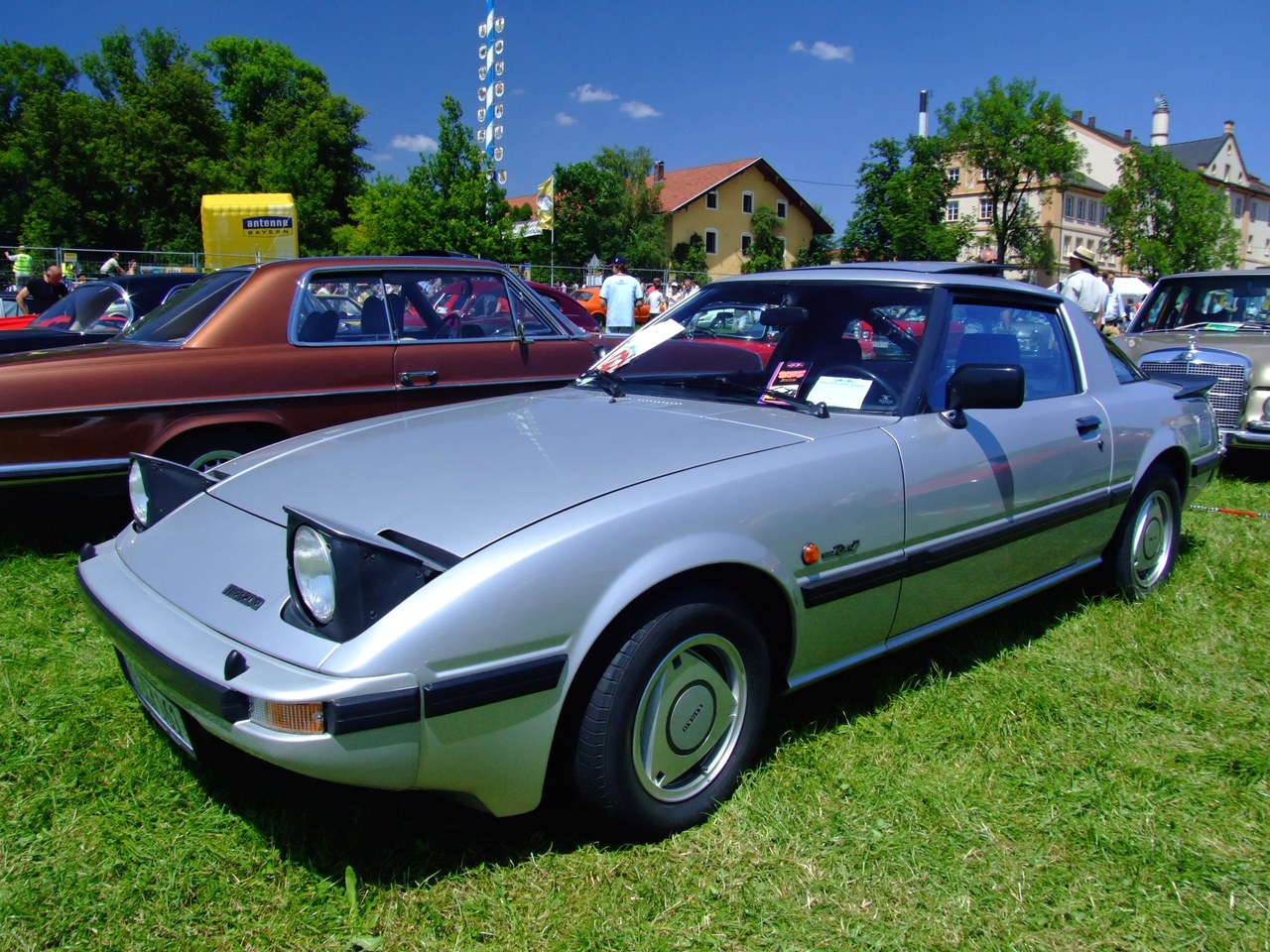
Mazda RX7 (1981-1985)
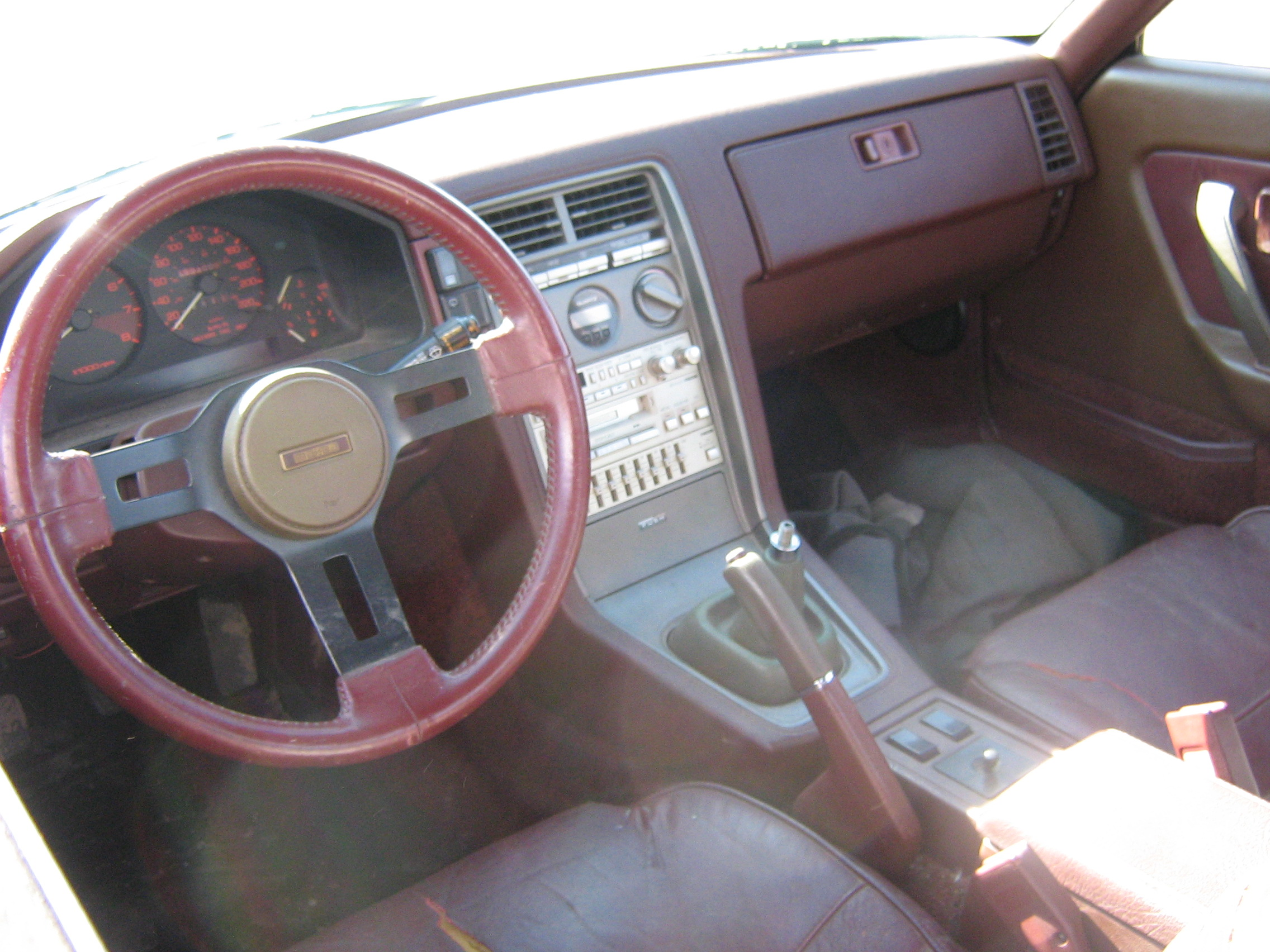
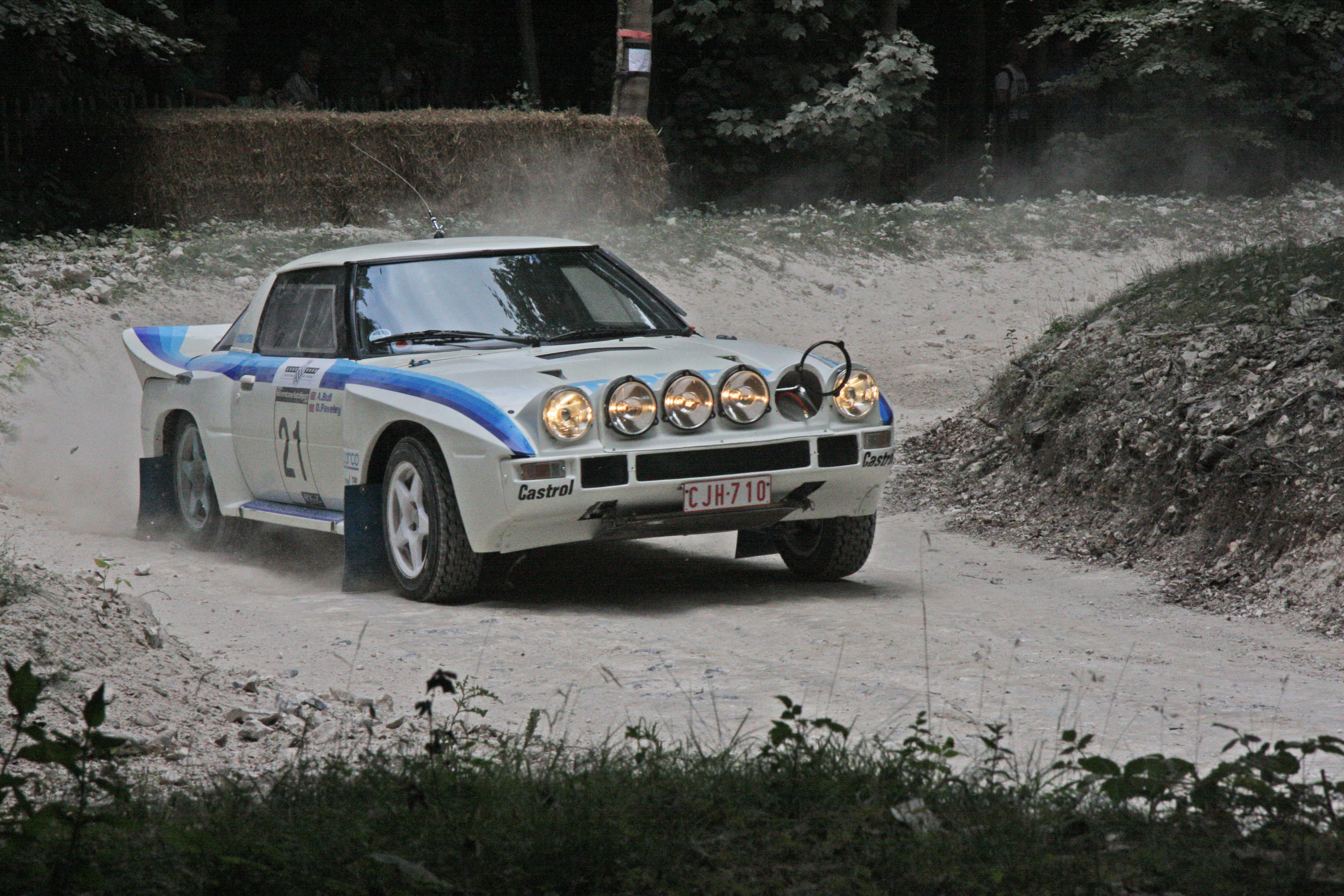
Mazda RX7 на ралі Group-B

## Друге покоління (FC3S, 1985–1991)

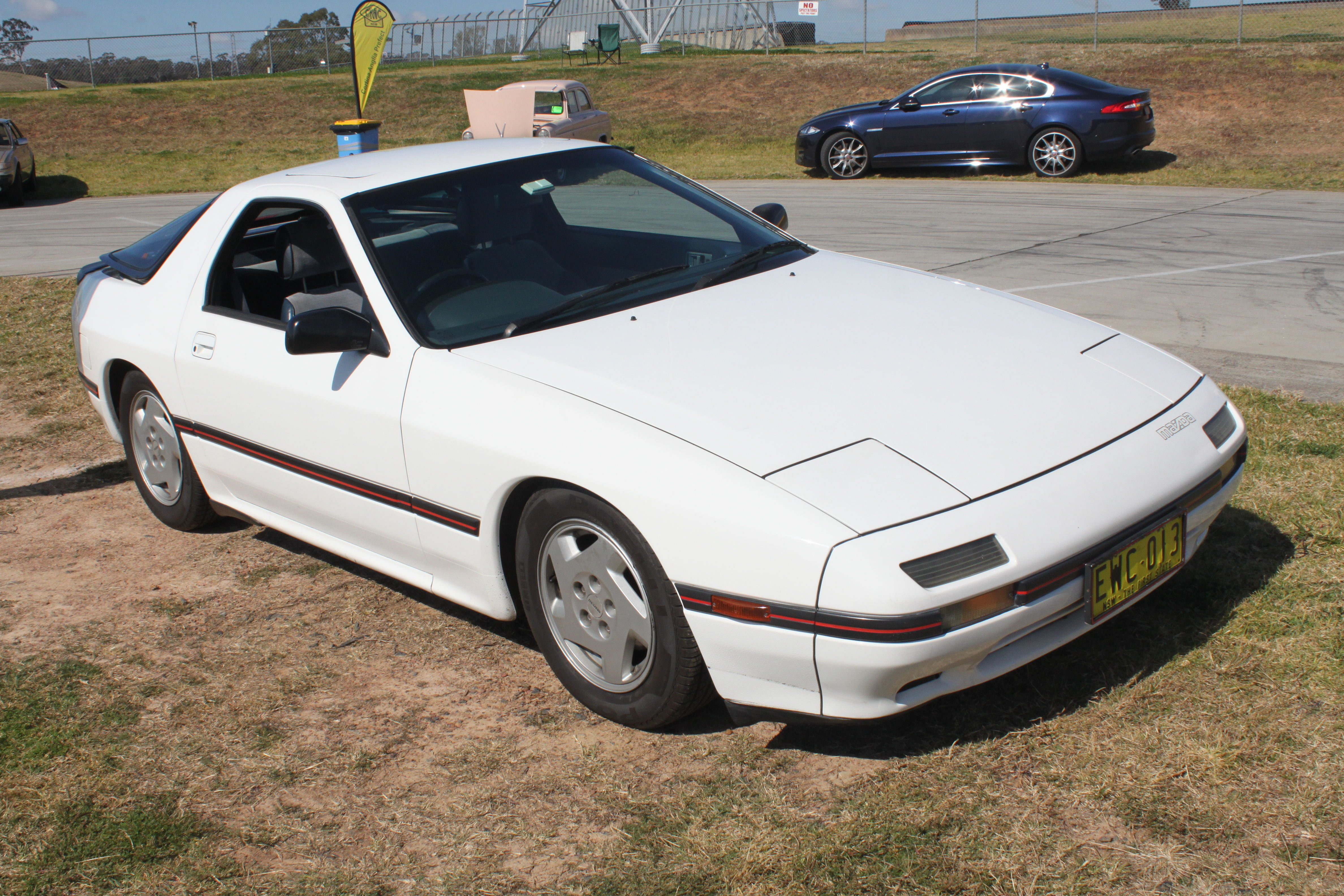
Mazda RX7 (1985-1989)

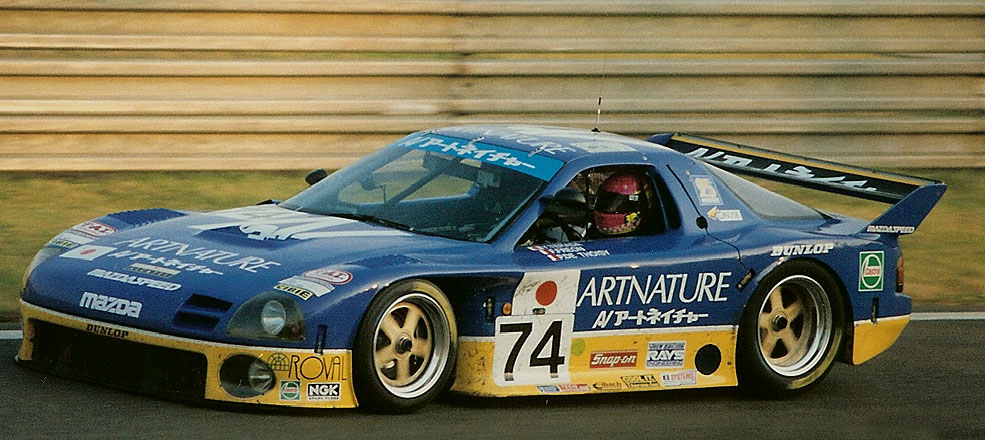
Mazda RX-7 GTO на автоперегонах в Ле-мані 1994 року

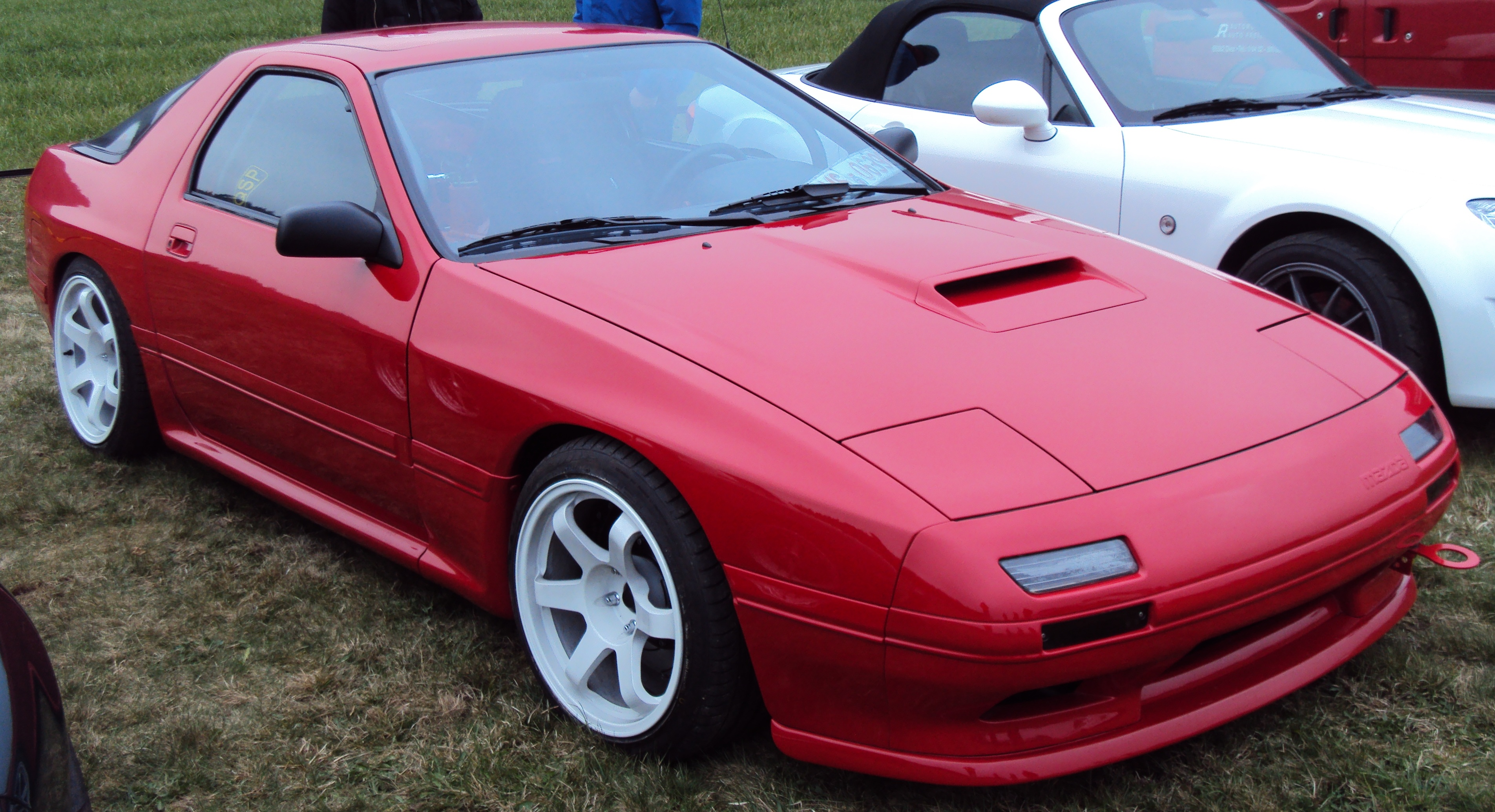
Mazda RX7 (1989-1991)

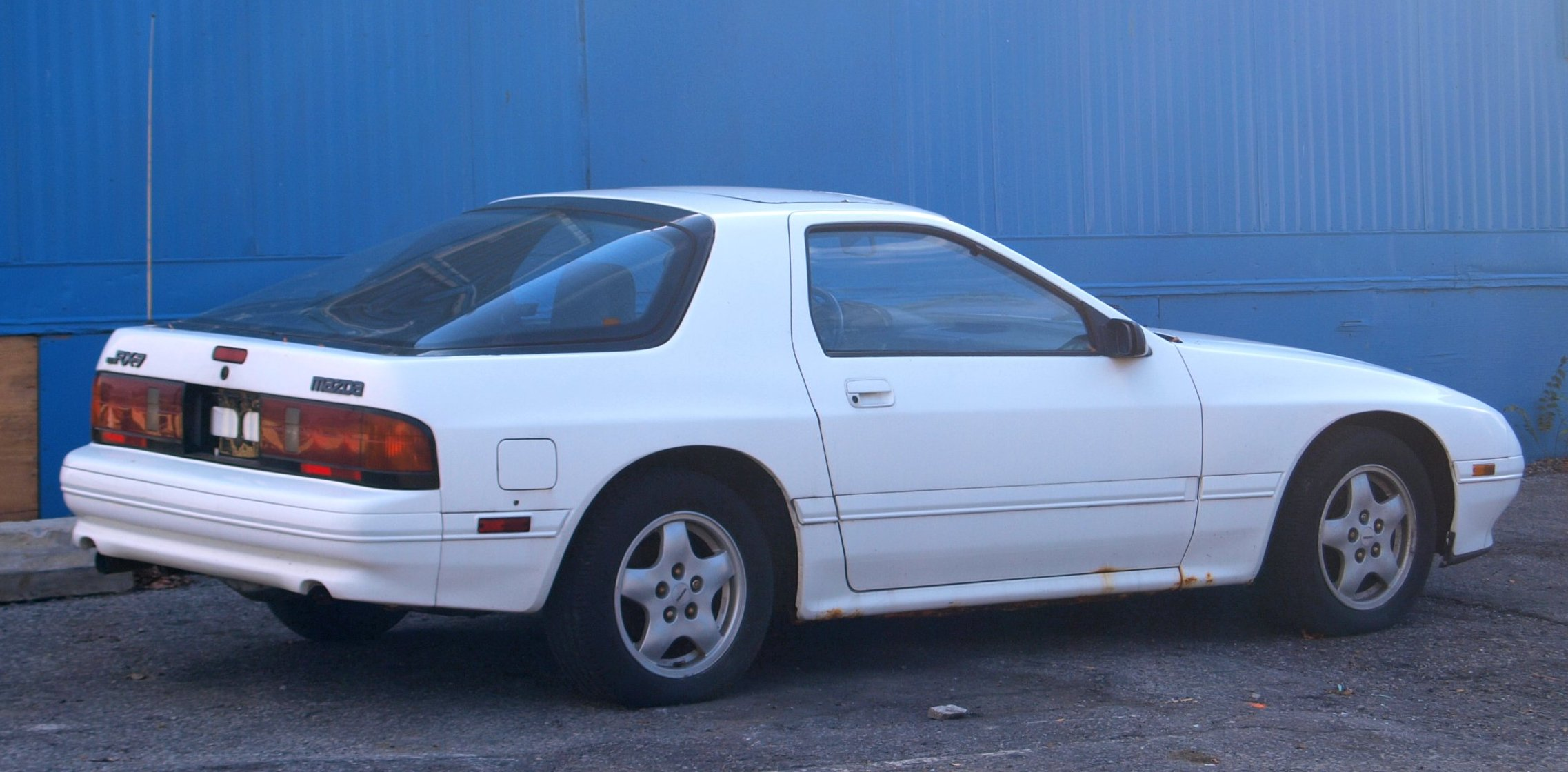

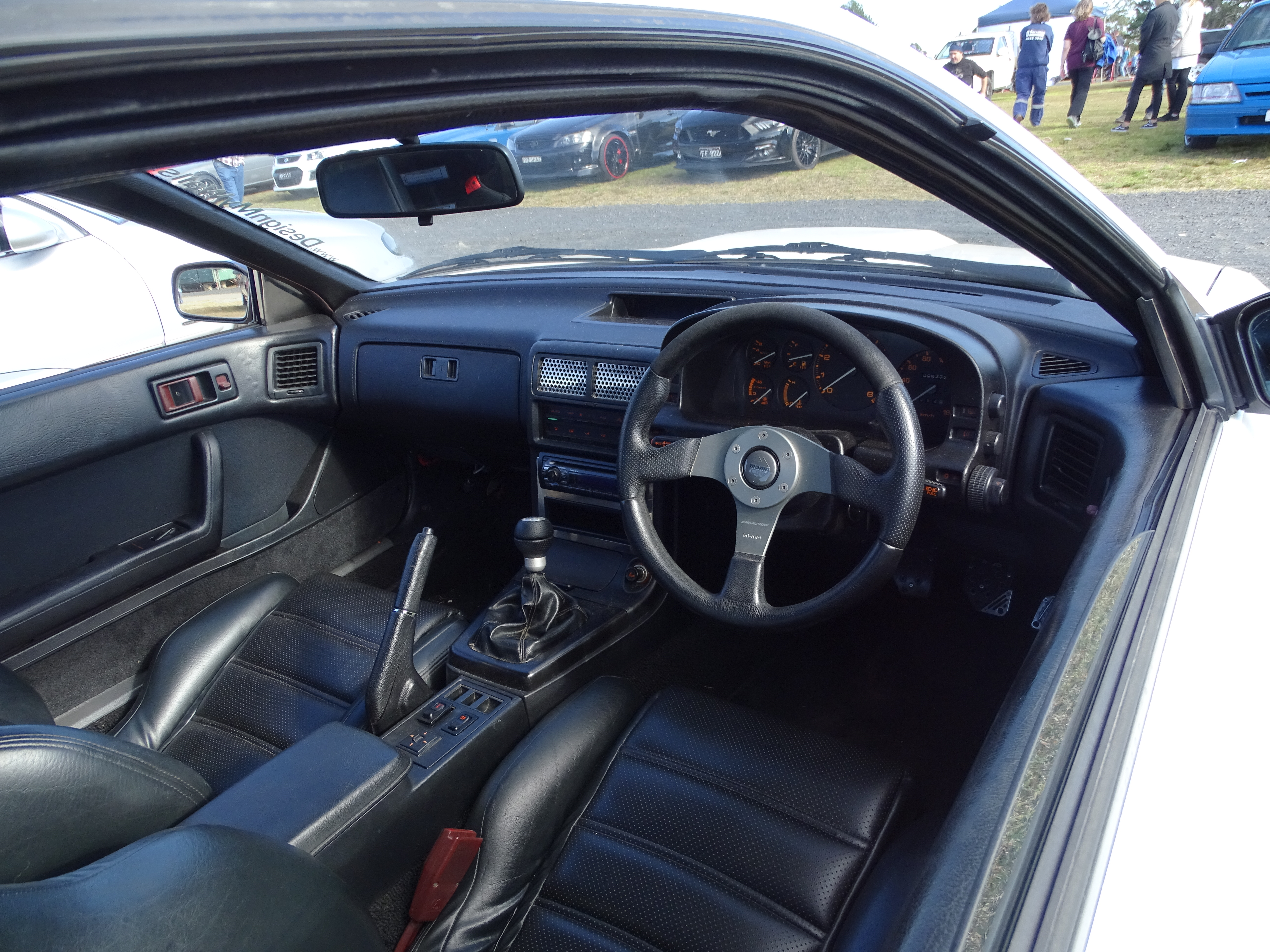

Друге покоління купе Mazda RX-7 (FC) представили в 1985 році. Випускалося воно до 1991 року. За цей час всього було продано 272 тисячі автомобілів - в порівнянні з першим поколінням RX-7 продажі впали майже вдвічі. Особливістю дизайну були піднімаються передні фари, встановлений на капоті повітрозабірник і широкі крила. Все це і сьогодні дозволяє автомобілю виглядати стильно і модно. На створення дизайну другого покоління головного інженера Акіо Учияма надихнув Porsche 924. Дизайн купе розроблявся з урахуванням побажань американських покупців, де перше покоління справило справжній фурор. Рульове управління стало точніше, була встановлена динамічна система контролю за підвіскою. Купе Мазда РХ-7 виявилося на 363 кілограми важчим попередника.
На машину встановлювали роторний двигун об'ємом 1,3 літра. Для Японії пропонувалися тільки турбовані мотори. Спочатку був доступний тільки двигун потужністю в 185 кінських сил, який встановлюється на машини серії 4. Але в 1989 році почався випуск серії 5, на якій була представлена більш потужна версія мотора 205 к.с. Через велику потужність двигуна спортивний автомобіль споживав багато бензину. У змішаному циклі його витрата становила 13-14,3 літри. Обсяг паливного бака складає 63 літри.
На купе Mazda Savanna RX-7 встановлювалася або чотириступінчаста коробка автомат, або п'ятиступінчаста механіка. Подібне поєднання двигуна і трансмісії дозволяло автомобілю з 205-сильним мотором розганятися до 240 км/год, набираючи першу сотню всього за 6,7 секунди. Межею для модифікацій з двигуном потужністю 185 к.с. була відмітка в 230 км/год, при розгоні до 100 км/год за 7,2 секунди. Чверть милі купе встигає проїхати за 15,8 секунди. Всі модифікації випускалися з заднім приводом.
Налаштування підвіски забезпечують плавний хід автомобіля. Передня підвіска амортизаційна стійка, задня - багатоважільна. Обидві вони укомплектовані стабілізаторами. Підвіска була адаптивною (амортизатори підбудовувалися під дорожні умови і міняли свої характеристики). На окремих версіях встановлювався диференціал підвищеного тертя. Гальма автомобіля - дискові вентильовані.
У порівнянні з першим поколінням купе Мазда Саванна РХ-7 трохи збільшилась у розмірах. До 1989 року її габарити були наступними: довжина - 4290 мм, ширина - 1 689 мм, висота - 1265 мм. Потім розмір становив до 4315 мм. Колісна база в порівнянні з першою версією також зросла і склала 2430 мм. Кліренс автомобіля - 15 сантиметрів. Незначно зменшився в порівнянні з першим поколінням обсяг багажника. Автомобіль як і раніше розрахований на посадку чотирьох пасажирів, проте місця для задніх пасажирів дуже мало.
Випускалося спортивне купе в комплектаціях G, GT, GT-R і GT-X. Купе Mazda RX-7 оснащувалося гідропідсилювачем керма, електросклопідйомниками, електроприводом бокових дзеркал, регульованою рульовою колонкою, круїз-контролем, клімат-контролем і касетним програвачем.
Всього було виготовлено 272,027 автомобілів.

### Кабріолет

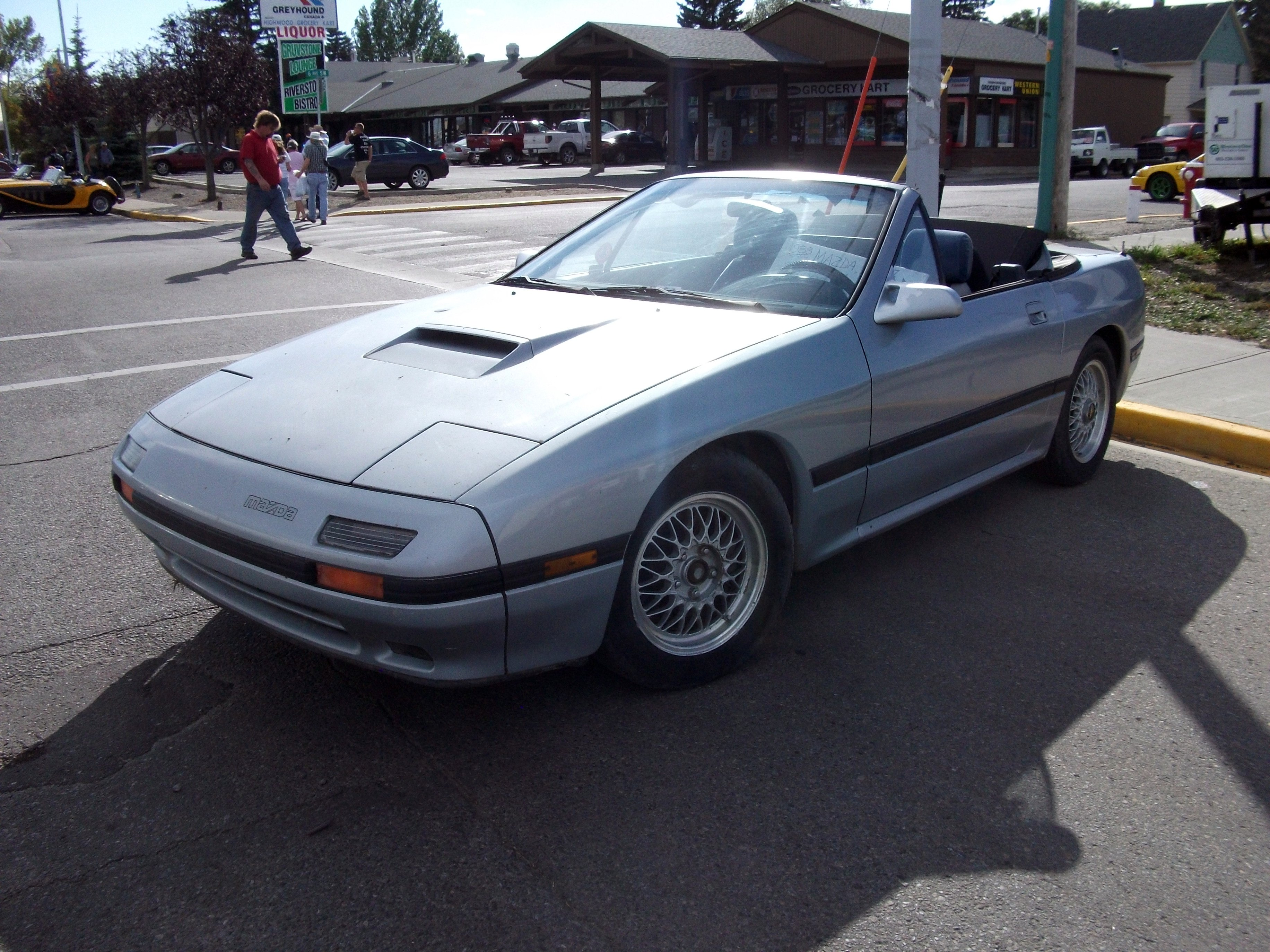
Mazda Rx-7 кабріолет

В 1987 році дебютувала версія з кузовом типу кабріолет. Кабріолет Mazda RX-7 відрізнявся передніми фарами що висуваються, які стали фірмовою рисою перших поколінь автомобіля. Дах був тканинний і міг відкриватися повністю або частково. Складався він у вільний простір за сидіннями. Всі модифікації машини були двомісними.

### Двигуни
- 1.3 л 150 к.с. (110 kW) S4 Naturally aspirated 13B
- 1.3 л 185 к.с. (136 kW) S4 Turbocharged 13B
- 1.3 л 160 к.с. (119 kW) S5 Naturally aspirated 13B
- 1.3 л 202–215 к.с. (151–160 kW) S5 Turbocharged 13B

## Третє покоління (FD3S, 1991–2002)

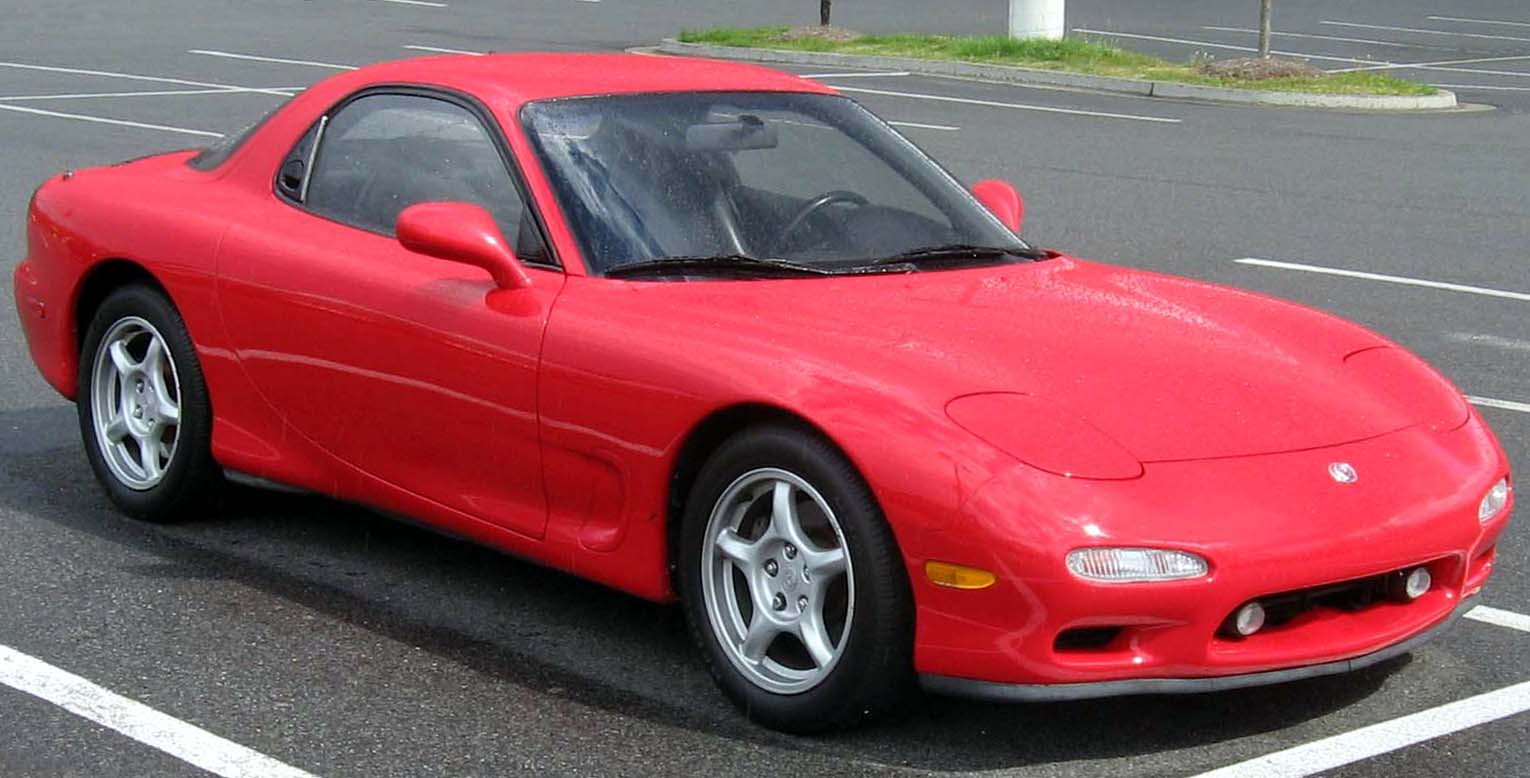
Mazda RX7 (1991-2002)

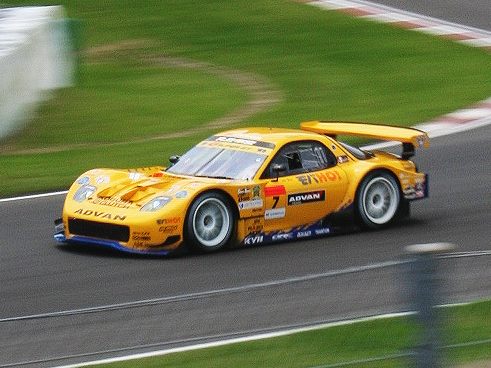
Mazda RX-7 на автоперегонах GT300

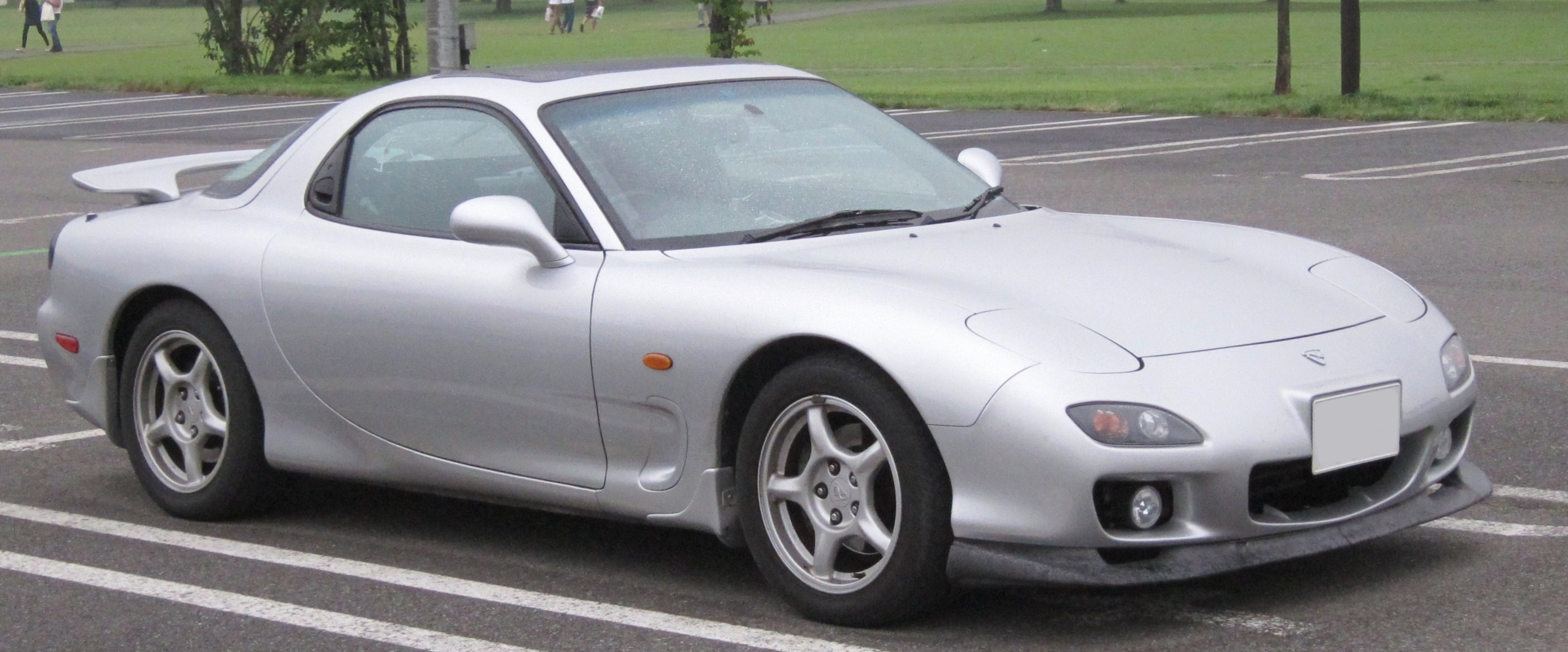
Mazda RX7 (1996-2002)

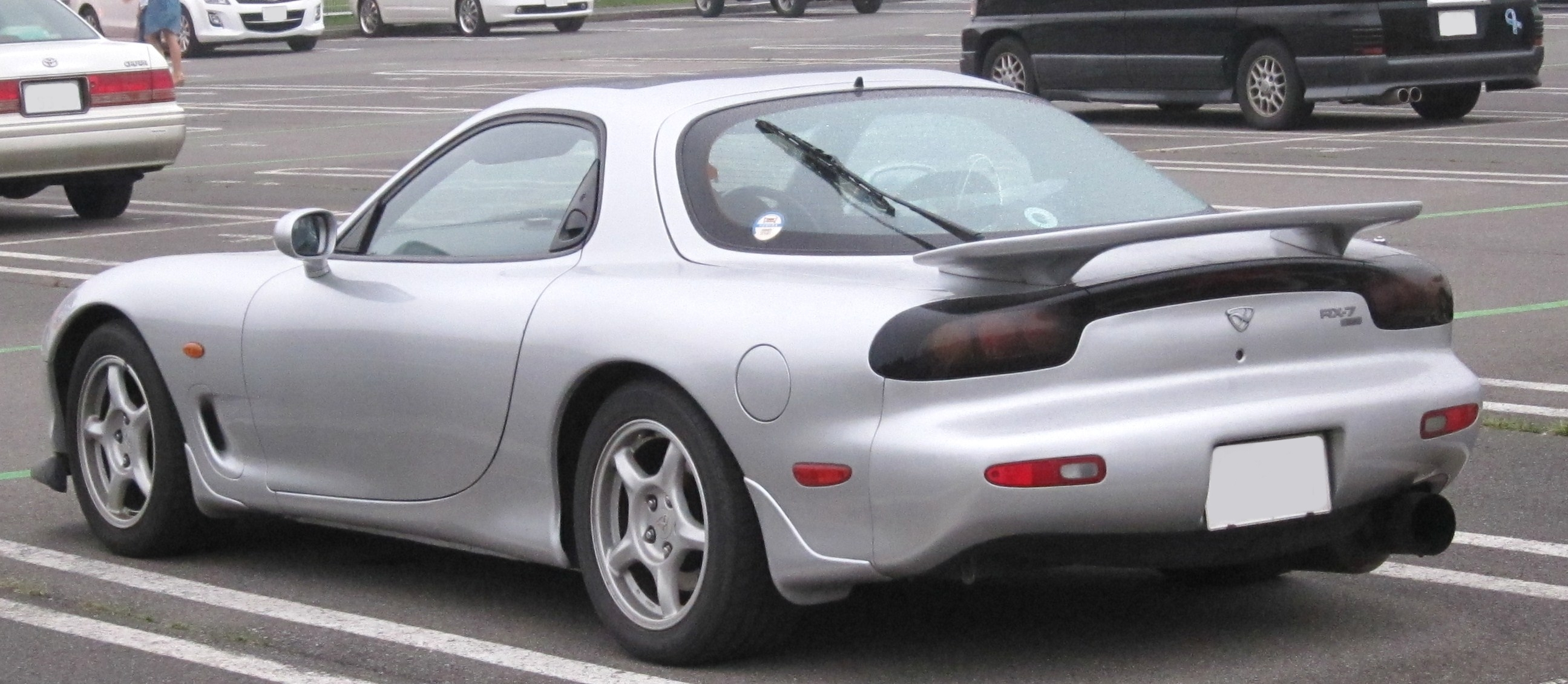
Mazda RX7 (1996-2002)

Третє покоління (FD) було представлено в 1991 році. Єдиний доступний двигун (13B-REW) був першим серійним твін-турбо агрегатом експортованим з Японії. Перша версія двигуна развивала 265 к.с. (для версії з АКПП - 255 к.с.).
У 1996 році був проведений фейсліфтінг, а потужність двигуна була доведена до 280 к.с. 
У 1999 році провели значний фейсліфтінг, і експорт автомобіля був припинений. Через це в каталогах часто можна зустріти некоректну інформацію про те, що саме в 1999 році в Японії почалося виробництво цього автомобіля. Взагалі ж, третє покоління модифікувався 5 разів: у 1993, 1995, 1996, 1998 і 1999 роках. Крім цього RX-7 мала кілька обмежених випусків. Наприклад, в 1992 році була випущена партія в 300 машин серії RZ. А в 1994 році була представлена модифікація R-II, обмежена випуском 350 автомобілів. Трохи пізніше, в 1997 році, було випущено 700 машин серії Type RB Bathurst X, що мала, крім інших доробок, ексклюзивний червоний шкіряний салон. У 1997 році до тридцятиріччя моделі була представлена модифікація RS-R, теж мала певний ліміт на випуск.
У 2002 році компанія Mazda представила останню обмежену серію моделі RX-7 Spirit R. Серія Spirit R представлена трьома модифікаціями. Type A - найбільш дорога і потужна версія. Потужність мотора лімітована японським законодавством і становить 280 к.с. КПП механічна 5-ступінчаста. Кількість місць - 2. Type B відрізняється від Type A наявністю задніх сидінь. Type C має більш скромний мотор потужністю 255 к.с. і 4-ступінчасту автоматичну трансмісію. Всі модифікації Mazda RX-7 Spirit R мають обшите шкірою рульове колесо і важіль КПП, електричні склопідйомники, поліпшену обробку салону м'яким пластиком, 17" легкосплавні колісні диски BBS і пофарбовані в червоний колір гальмівні механізми.
Всього було виготовлено 68,589 автомобілів.

### Двигуни
- 1.3 л Twin turbo 255 к.с. (188 kW) 13B-REW
- 1.3 л Twin turbo 265 к.с. (195 kW) 13B-REW
- 1.3 л Twin turbo 280 к.с. (206 kW) 13B-REW